# Birgit Nilsson

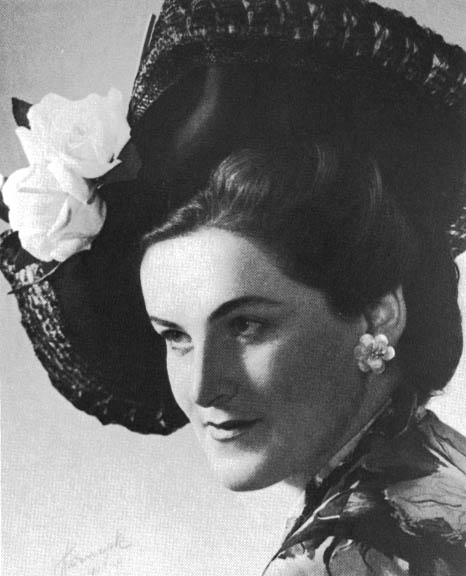
Birgit Nilsson

Birgit Nilsson, pseudonimo di Birgit Märta Svensson (Västra Karup, 17 maggio 1918 – Bjärlöv, 25 dicembre 2005), è stata un soprano svedese.

## Biografia
Nata in una fattoria di una piccola località nella contea di Skåne (100 km a nord di Malmö), ricevette la prima educazione musicale dalla madre, che, quando aveva appena tre anni, le regalò un pianoforte giocattolo. Il talento per il canto venne notato per la prima volta quando entrò nel coro della sua chiesa. Iniziò quindi gli studi con Ragnar Blennow a Båstad e, nel 1941, con Joseph Hislop e Arne Sunnegard all'Accademia Reale di Musica  di Stoccolma.
Debuttò all'Opera Reale di Stoccolma nel 1946, quando, con un preavviso di soli tre giorni, dovette sostituire la cantante che interpretava Agathe in Der Freischütz. In seguito, nell'autobiografia, ricordò quella prima esperienza come molto negativa. Seguirono molti altri ruoli in opere di Strauss (Marescialla), Verdi (Aida), Wagner (Sieglinde, Senta), Puccini (Tosca), Mozart (Donna Anna), Čajkovskij, tutti cantati in lingua svedese. Una certa notorietà le venne dall'interpretazione della verdiana Lady Macbeth  diretta da Fritz Busch, che ne divenne il mentore. Sotto la sua guida la carriera prese il volo: grazie a lui ottenne nel 1951 il primo ingaggio importante al di fuori della Svezia, interpretando Elettra in Idomeneo al Glyndebourne Festival Opera.

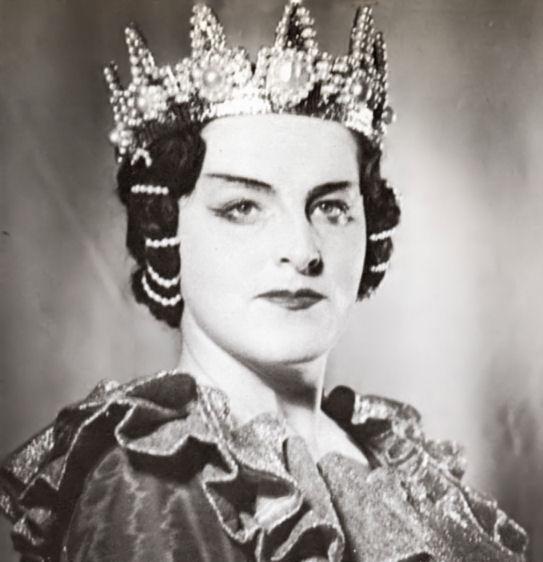
Birgit Nilsson nel ruolo di Lady Macbeth, Stoccolma, 1947.

Nel 1953 vi fu il debutto alla Staatsoper di Vienna, dove per più di 25 anni sarebbe divenuta una presenza fissa. Quindi fu Elsa in Lohengrin al Festival di Bayreuth del 1954 (ritornerà a Bayreuth in vari ruoli fino al 1969) e Brünnhilde all'Opera di Stato bavarese e al Festival di Monaco. Interpretò il ruolo di Turandot alla Scala nel 1958 e in seguito in vari altri teatri italiani.
Debuttò negli Stati Uniti nel 1956 in Tristano e Isotta all'Opera di San Francisco e tre anni dopo trionfò nello stesso ruolo al Metropolitan Opera di New York. Fu presente inoltre in altri importanti teatri in tutto il mondo: Berlino, Royal Opera House di Londra, Tokyo, Parigi, Buenos Aires. La sua fu una carriera molto lunga, che proseguì fino agli anni ottanta, quando cantò prevalentemente nei ruoli di Elettra e della "Moglie del tintore" in Die Frau ohne Schatten.
Si ritirò dalle scene nel 1984, facendo ritorno nella sua terra d'origine nel sud della Svezia.
Si era sposata nel 1948, ma non ebbe figli. Nel 1977 era stata pubblicata l'autobiografia Mina minnesbilder e nel 1981 le poste svedesi avevano emesso un francobollo che la ritraeva nel ruolo di Turandot. Fra le molte conferitele, spicca la medaglia d'oro Illis Quorum, la più alta onorificenza del governo svedese.
Morì a 87 anni nella sua casa di un piccolo villaggio vicino Kristianstad.